# Punta Visión/Vista
La punta Visión (según Argentina) o punta Vista (según Chile) es la punta de un promontorio de 152 metros de altitud, que conforma la entrada oeste a la bahía Duse, en la costa sur de la península Trinidad, en el extremo norte de la península Antártica.

## Historia y toponimia
Fue descubierta por un grupo que acompañaba a Johan Gunnar Andersson en la Expedición Antártica Sueca de 1901-1904. Recibió su nombre en idioma inglés (View Point) por el British Antarctic Survey, luego de su estudio del área en noviembre de 1945, porque desde este promontorio, se obtuvieron buenas fotografías panorámicas.
En Argentina, ha aparecido con los nombres de punta Villegas (en una nota en el periódico Times, el 7 de junio de 1955, citando una fuente argentina) y punta Visión (en publicaciones de 1957 y 1970).
En Chile recibió el nombre de punta Vista como traducción del topónimo británico.
El 25 de mayo de 1955, el personal de la base Esperanza del Ejército Argentino estableció el refugio Cristo Redentor.

### Base V
La punta fue la ubicación de la estación de investigación británica Station V - View Point. Estuvo activa de forma intermitente desde el 3 de junio de 1953 hasta el 25 de noviembre de 1963 cartografiando el área y realizando estudios de meteorología y geología. La construcción de la primera cabaña comenzó el 3 de junio de 1953, mientras que la segunda se estableció el 20 de marzo de 1956. El 29 de julio de 1996 la base V fue trasladada a Chile, que renombró como Refugio General Jorge Boonen Rivera. Actualmente la instalación es mantenida regularmente por Chile, para su uso como refugio de emergencia.

## Reclamaciones territoriales
Argentina incluye a la península Trinidad en el departamento Antártida Argentina dentro de la provincia de Tierra del Fuego, Antártida e Islas del Atlántico Sur; para Chile forma parte de la comuna Antártica de la provincia Antártica Chilena dentro de la Región de Magallanes y de la Antártica Chilena; y para el Reino Unido integra el Territorio Antártico Británico. Las tres reclamaciones están sujetas a las disposiciones del Tratado Antártico.
Nomenclatura de los países reclamantes: 
- Argentina: punta Visión[11][12]
- Chile: punta Vista[13]
- Reino Unido: View Point[3]